# Condado de Perry (Indiana)
O Condado de Perry é um dos 92 condados do estado americano de Indiana. A sede do condado é Tell City, e sua maior cidade é Tell City. O condado possui uma área de 1001 km² (dos quais 13 km² estão cobertos por água), uma população de 18 899 habitantes, e uma densidade populacional de 19 hab/km² (segundo o censo nacional de 2000). O condado foi fundado em 1814.